# هترومتروس
هترومتروس أو عقارب الغابة العملاقة أو بلمنوص (الاسم العلمي Heterometrus)، جنس عقارب خبيثة من فصيلة الشبدعيات. أنواعه المعروفة 33 نوع موطنها معظم المناطق الاستوائية من القارة الآسيوية (كمبوديا، تايلاند، لاوس، فيتنام، الصين (تبت)، الهند، سيريلانكا). اجسامها كبيرة القد تطول من 10 إلى 12 سم. اثوابها تختلف مع النوع، منها الاسود والأخضر والحنطي الأسمر. ملاقطها كبيرة مزدوجة التسنين الداخلي. جميعها دجوية تسرح في الليل. ابرتها حادة الحمة. لدغتها شديدة الأذى وقد تكون مميتة.